# Borîsivka, Prîmorsk
Borîsivka (în ucraineană Борисівка) este localitatea de reședință a comunei Borîsivka din raionul Prîmorsk, regiunea Zaporijjea, Ucraina.

## Demografie
Componența lingvistică a localității Borîsivka
     Ucraineană (87,34%)
     Rusă (12,14%)
     Alte limbi (0,51%)
Conform recensământului din 2001, majoritatea populației localității Borîsivka era vorbitoare de ucraineană (87,34%), existând în minoritate și vorbitori de rusă (12,14%).